# K.u.k. Infanterieregiment „Albrecht von Württemberg“ Nr. 73
Das k.u.k. Infanterieregiment „Albrecht von Württemberg“ Nr. 73 war von 1860 bis 1918 ein Regiment der Gemeinsamen Armee und damit Teil der Landstreitkräfte Österreich-Ungarns.

## Geschichte

### Name
Das Regiment wurde am 1. Februar 1860 als k. k. Infanterieregiment Nr. 73 aufgestellt. Dazu wurde vom Infanterieregiment Nr. 35 in Pilsen das III. Bataillon herangezogen, es bildete das I. Bataillon. Das bisherige III. Bataillon des Infanterieregiments Nr. 42 in Komotau wurde zum II. Bataillon des neuen Regiments, das III. Bataillon wurde aus 800 Angehörigen des Beurlaubtenstandes der Regimenter 35 und 42 aufgestellt. Als Offiziere wurden zu diesem Bataillon 46 Offiziere vom Infanterieregiment Nr. 55 versetzt. Von 1871 bis 1903 trug es den Namen k.u.k. Infanterieregiment Wilhelm bzw. ab 1898 Albrecht von Württemberg Nr. 73, 1904 bis 1913 k.u.k. Infanterieregiment Albrecht von Württemberg Nr. 73 und ab 1914 k.u.k. Infanterieregiment Albrecht von Württemberg Nr. 73. 1915 verloren alle Truppenkörper ihre Ehrennamen und Zusatzbezeichnungen und wurden nur noch nach der Stammnummer geführt. Somit lautet die letzte Bezeichnung k.u.k. Infanterieregiment Nr. 73.
Volkstümlich wurde es Württemberger oder Egerländer Infanterieregiment genannt.

### Garnisonen

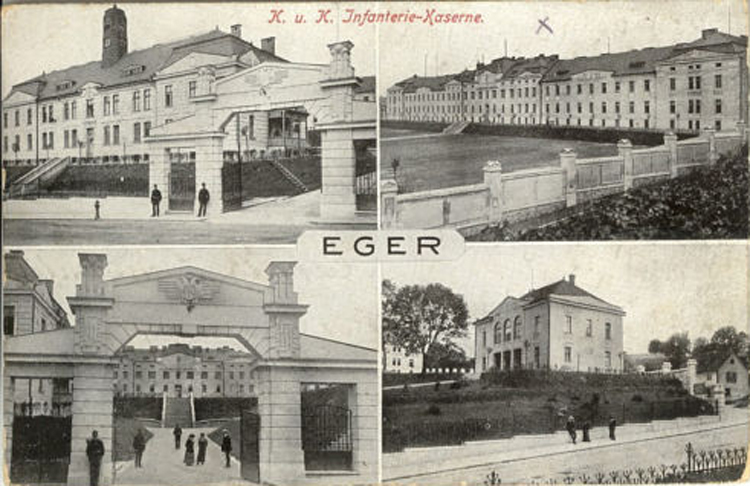
Brucktor-Kaserne in der Franzensbaderstraße in Eger um 1914

Wie in der österreichisch-ungarischen Monarchie üblich, wechselte das Regiment häufig seinen Standort.
Seit 1860 in Krakau stationiert, wechselte es 1866 nach Wien in die Alser Kaserne. Am 1. September 1871 verlegte es zusammen mit dem Infanterieregiment Nr. 42 nach Theresienstadt. Nach elfjähriger Garnisonszeit ging das Regiment am 12. September 1882 mittels Fußmarsch nach Prag ab. Dort traf es am 15. September 1882 ein und bezog die Josefskaserne als Unterkunft. Ab 30. September 1883 war das Regiment in Tirol stationiert und die Bataillone und Kompanien wurden auf verschiedene Standorte verteilt. 1890 nach Pilsen zurückgekehrt, brachte das Jahr 1894 wieder einen Garnisonswechsel nach Prag. Es traf dort am 9. September ein und wurde in der Aujezder- und Zeughauskaserne untergebracht.
Ab 1891 wurden regelmäßig Teile des Regiments in das Okkupationsgebiet in Bosnien und Herzegowina bzw. Montenegro verlegt.
Ein Bataillon war stets in Eger stationiert, das seit 1860 auch die Ergänzungsbezirksstation beheimatete. Dort wurde das Regiment im November 1918 demobilisiert und aufgelöst. Die Kaserne des Regiments in Eger steht noch und wurde bis zum Ende des Kalten Krieges von der Tschechoslowakischen Volksarmee genutzt. Sie befindet sich auf der Koordinate: 50° 5′ 11″ N, 12° 22′ 4″ O
| Jahr          | Stab           | I. Bataillon                                                                           | II. Bataillon                                                                       | III. Bataillon                    | IV. Bataillon |
| ------------- | -------------- | -------------------------------------------------------------------------------------- | ----------------------------------------------------------------------------------- | --------------------------------- | ------------- |
| 1860 bis 1866 | Krakau         | Krakau                                                                                 | Krakau                                                                              | Eger                              | -             |
| 1866 bis 1871 | Wien           | Wien                                                                                   | Wien                                                                                | Wien                              | Eger          |
| 1871 bis 1882 | Theresienstadt | Theresienstadt                                                                         | Theresienstadt                                                                      | Theresienstadt                    | Eger          |
| 1882 bis 1883 | Prag           | Prag                                                                                   | Prag                                                                                | Prag                              | Eger          |
| 1883 bis 1890 | Innsbruck      | Hall in Tirol (1. und 4. Kompanie) und Kufstein (2. und 3. Kompanie)                   | Innsbruck (5. und 6. Kompanie), Vahrn (7. Kompanie) und Franzensfeste (8. Kompanie) | Eger                              | Innsbruck     |
| 1890 bis 1894 | Pilsen         | Pilsen (1891 in Gorazde)                                                               | Pilsen                                                                              | Pilsen                            | Eger          |
| 1894 bis 1897 | Prag           | Prag                                                                                   | Eger                                                                                | Prag                              | Prag          |
| 1897 bis 1918 | Prag           | Prag (1902 in Budua, 1903 in Cattaro, 1904 in Krivošije, 1905 bis 1906 in Castelnuovo) | Prag (1909 bis 1910 in Sanskimost)                                                  | Prag (1897 bis 1900 in Kalinovik) | Eger          |

1860 wurde die Ergänzungsbezirksstation Eger mit dem Ergänzungsbezirk westliches Böhmen mit den Bezirkshauptmannschaften Asch, Eger, Plan, Tepl, Tachau, Karlsbad, Elbogen, Falkenau und Graslitz errichtet. Brüx, Komotau, Podersam und Teplitz schieden 1868, Joachimsthal, Kaaden, Kralowitz, Luditz, Saaz und Weipert schieden 1882 aus dem Ergänzungsbezirk aus.

### Teilnahme an Gefechten und Kampfhandlungen

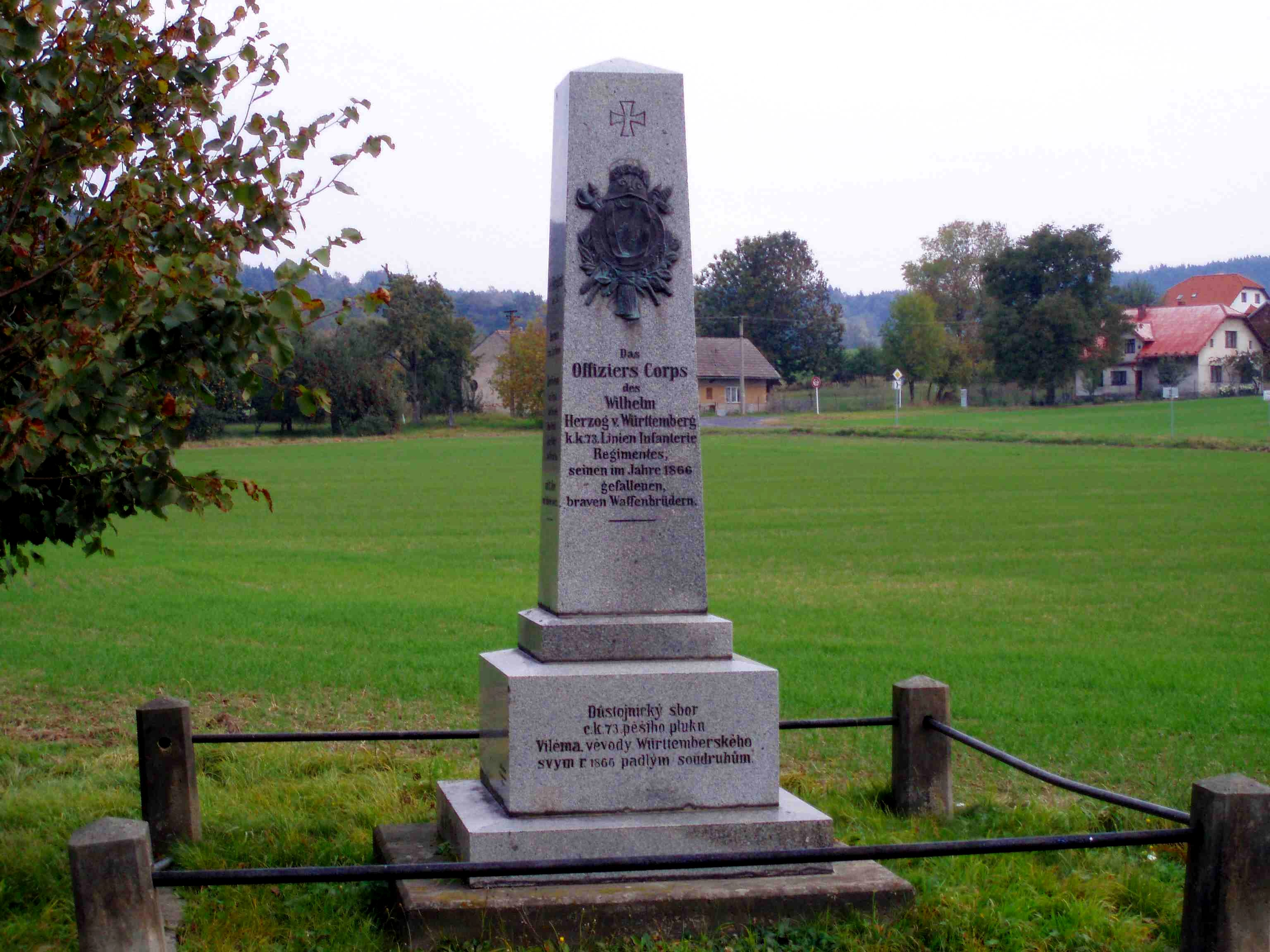
Regimentsgedenkstein auf dem Schlachtfeld bei Jitschin

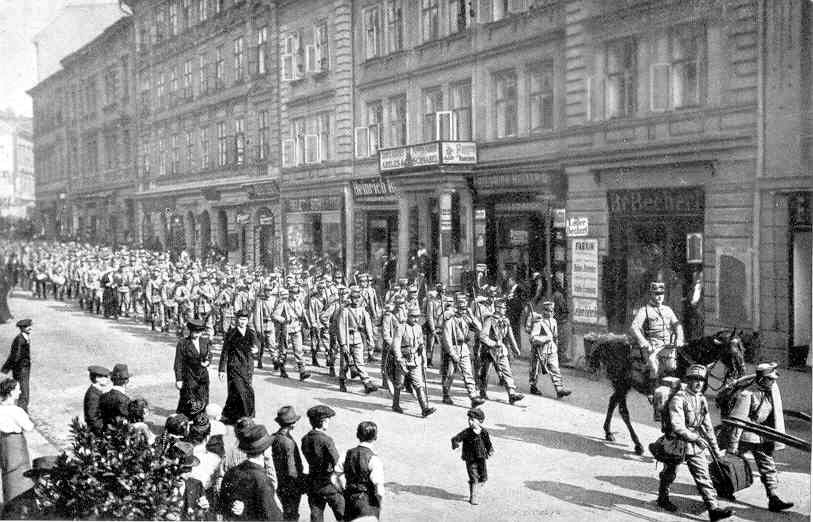
Ausmarsch des Regiments 1914 aus Eger

1866 Teilnahme am Deutschen Krieg

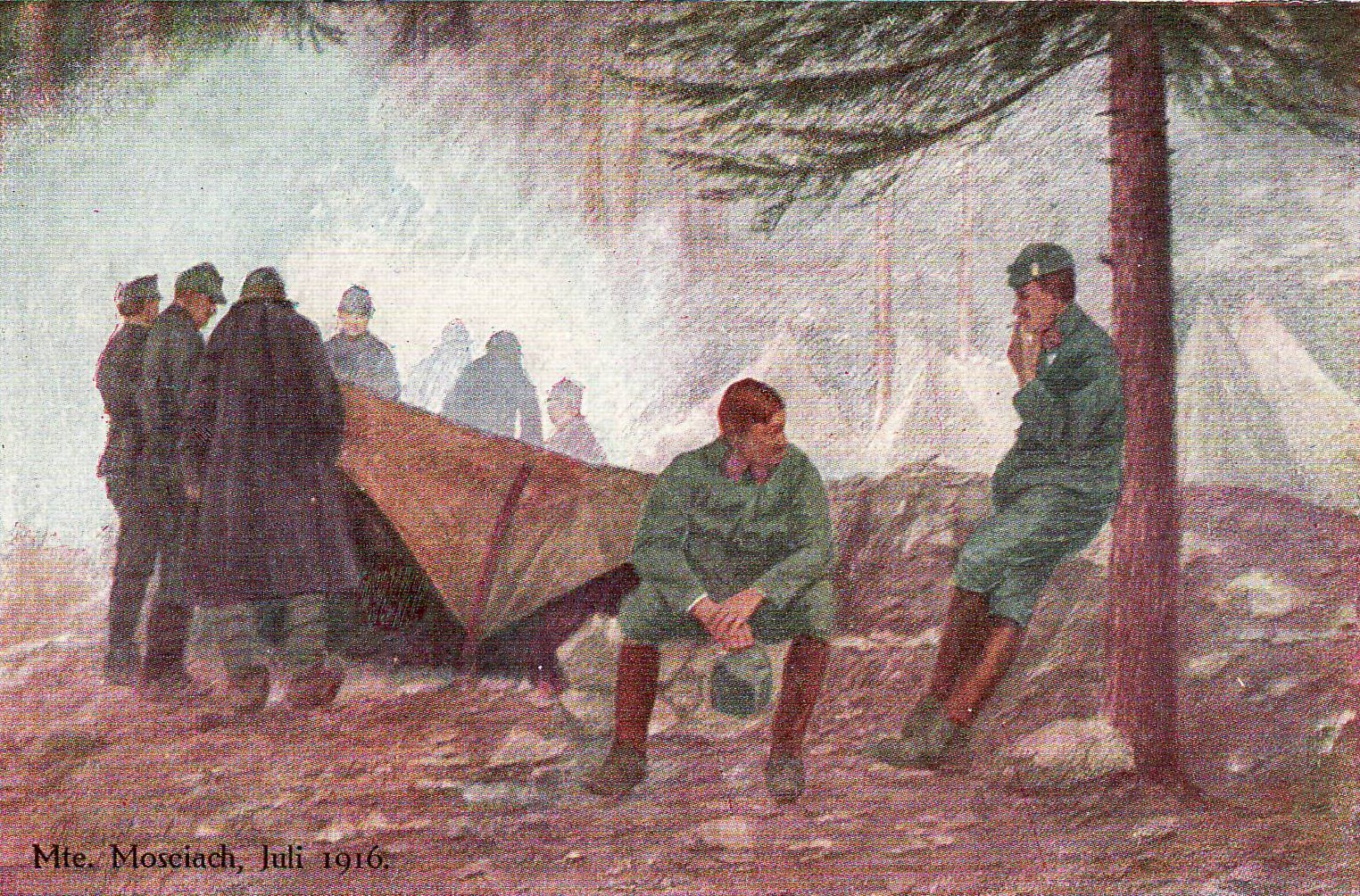
Nach der Erstürmung des Monte Mosciagh im Juli 1916

- 29. Juni 1866: Bei der Schlacht bei Jitschin Angriff bei Wostruschno, dabei sind 27 Offiziere und 540 Mannschaften gefallen oder verwundet worden.
- 3. Juli 1866: Schlacht bei Königgrätz im Raum Chlum mit rund 560 gefallenen und verwundeten Regimentsangehörigen.

1914 bis 1918 Teilnahme am Ersten Weltkrieg und Einsatz an der Südwest-, Ost- und Italienfront:
Serbien
- August bis Dezember 1914: Vormarsch über die Drina bis nach Belgrad, dabei Feuertaufe am 12. August 1914.
- Dezember 1914 bis Februar 1915: Retablierung (Ruhe) in Ungarn.

Ostfront
- Februar bis Mai 1915: Einsatz in den Karpaten.
- Mai bis November 1915: Große Offensive gegen Russland

Italienfront
- November 1915 bis März 1916: Im Rahmen der 4. Isonzoschlacht Einsatz auf der Hochfläche von Doberdo.
- März bis Juni 1916: Offensive aus Südtirol gegen Italien.
- September 1916 bis Mai 1917: Stellungskämpfe am Monte Zebio in den Sieben Gemeinden.
- Mai bis September 1917: Kampfeinsatz am Isonzo im Küstenland (heutiges Slowenien).
- September bis Dezember 1917: Herbstoffensive gegen Italien und Teilnahme an der 12. Isonzoschlacht. Dabei Vormarsch bis zum Piave.
- Dezember 1917 bis Oktober 1918: Kämpfe an der Tiroler Front in Italien auf der Hochfläche der Sieben Gemeinden.

Am 14. November 1918 traf das Regiment zusammen mit seinem Egerländer Schwesterregiment, dem K. k. Landwehrinfanterieregiment „Eger“ Nr. 6, spät abends in Eger ein und wurde dort in den nachfolgenden Tagen demobilisiert.

## Organisation

### Verbandszugehörigkeit
Das Regiment bildete seit dem Jahr seiner Gründung zusammen mit dem Infanterieregiment Nr. 42 einen Brigadeverband. 1866 war es Teil der Brigade Ringelsheim.
1882 trat es in den Verband der 18. Infanteriebrigade, die zur 9. Infanterietruppendivision in Prag gehörte. Diese unterstand dem ebenfalls in Prag stationierten VIII. Korpskommando.
Im Juni 1917 Unterstellungswechsel zur 12. Gebirgsbrigade der 48. Infanterietruppendivision und ab Oktober 1918 zusammen mit dem Infanterieregiment Nr. 120 der 96. Infanteriebrigade und damit der 8. Infanterietruppendivision unterstellt.
Der Mannschaftsersatz kam aus dem Ergänzungsbezirk Eger. 97 % der Regimentsangehörigen waren deutscher Nationalität, 3 % anderer.

### Gliederung
Die Gliederung des Regiments und die Anzahl seiner ihm unterstellten Bataillone wechselten in den Anfangsjahren rasch.
1860 bestand das Regiment aus drei Bataillonen à drei Divisionen (zwei Kompanien bildeten eine Division) à zwei Kompanien. Insgesamt also sechs Kompanien je Bataillon und 18 Kompanien pro Regiment.
1861 wurde ein viertes Bataillon aufgestellt, 1866 kurzfristig ein fünftes, dieses jedoch nur mit zwei Divisionen, also vier Kompanien. Zum 1. November 1866 wurde das Regiment in vier Bataillone zu vier Kompanien umgegliedert, die Division verschwand als taktische Einheit.
1869 bestand das Regiment aus fünf Feldbataillonen zu vier Kompanien und einem Ergänzungsbataillon zu fünf Kompanien. Das I., II. und III. Bataillon bildeten das Feldregiment, das IV. und V. Bataillon unter dem Kommando eines Obersten oder Oberstleutnants hieß im Frieden „Reservekommando“, im Kriegsfall „Reserveregiment“. Das Reservekommando war im Frieden grundsätzlich in der Ergänzungsbezirksstation disloziert. Das Feldregiment und das Reservekommando sollten gleichwertig sein, dieses entsprach jedoch nicht der Realität.
1883 wurde wieder in vier Bataillon umgegliedert. Das überzählige V. Bataillon wurde zur Errichtung des Infanterieregiments Nr. 88 abgegeben.
Gemäß der „organisatorischen Bestimmungen für die k. u. k. Infanterie“ vom Jahre 1895 gliederte sich ein Infanterieregiment in
- den Regimentsstab
- vier Feldbataillone, jedes zu vier Feldkompanien, und in den
- Ersatzbataillonskader.

Dem Ersatzbataillonskader oblag die Führung der Evidenz der im nichtaktiven Verhältnis befindlichen Personen des Regiments.
1907 wurden pro Regiment drei Maschinengewehrabteilungen zu je zwei Maschinengewehren eingeführt.

### Kommandanten

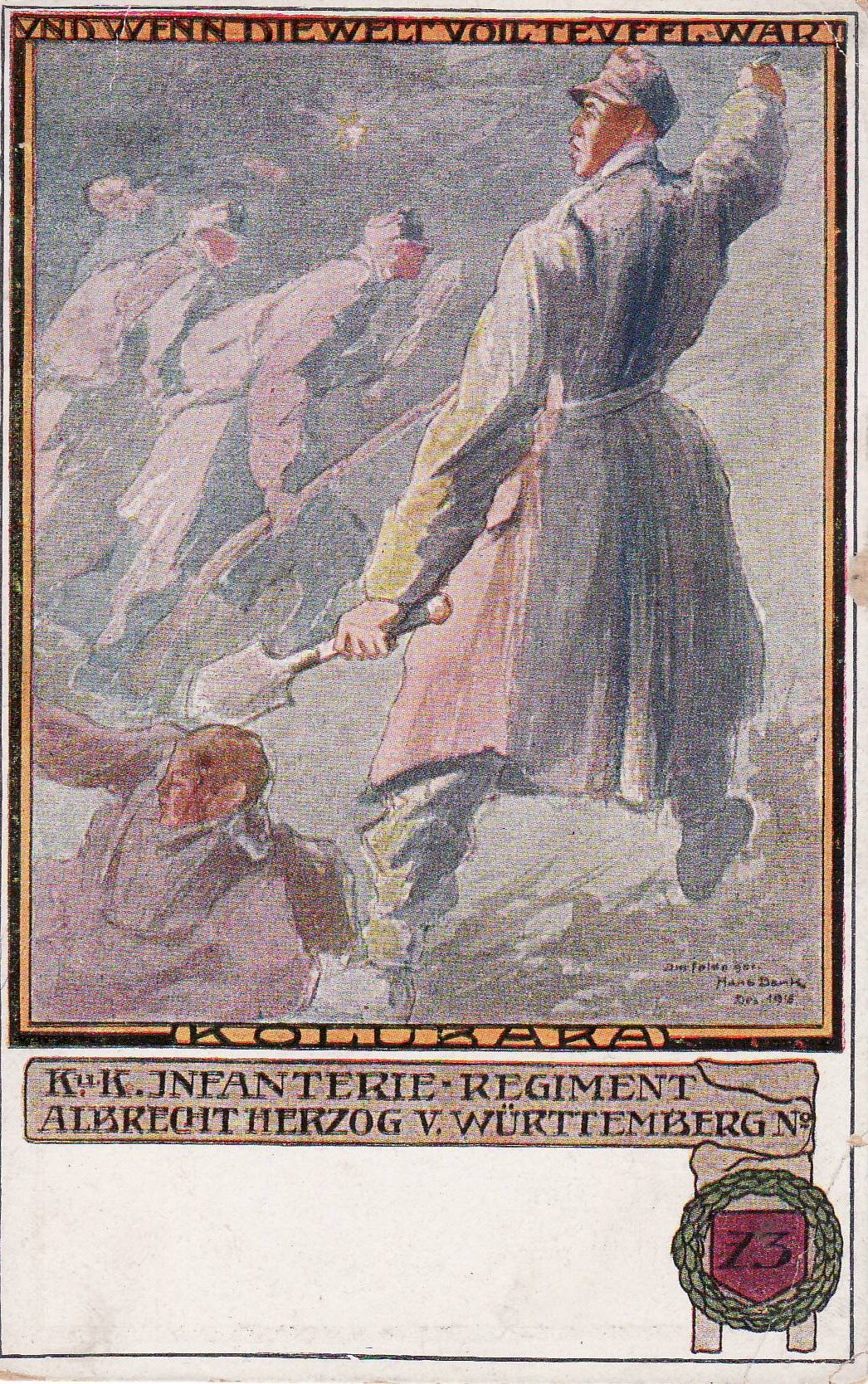
Bei der Schlacht an der Kolubara in Serbien im November 1914

| Nr. | Name                                                      | Beginn der Berufung |
| --- | --------------------------------------------------------- | ------------------- |
| 1.  | Oberst Freiherr Joseph Dormus von Kilianshausen           | 1. Februar 1860     |
| 2.  | Oberst Carl Ludwig Serinny                                | 25. Juni 1863       |
| 3.  | Oberst Johann Brenneis                                    | 15. August 1866     |
| 4.  | Oberst Franz Ritter von Littrow                           | 27. April 1869      |
| 5.  | Oberst Johann Edler von Herget                            | 26. Januar 1872     |
| 6.  | Oberst Anton Hiltl                                        | 20. März 1876       |
| 7.  | Oberst Ludwig Brunswik von Korompa                        | 25. August 1878     |
| 8.  | Oberst Ferdinand Pittoni von Dannenfeld                   | 2. Mai 1879         |
| 9.  | Oberst Ferdinand Ritter Pachner von Eggenstorf und Stolac | 11. Juli 1882       |
| 10. | Oberst Wilfried Ritter von Pistor                         | 15. April 1886      |
| 11. | Oberst Ladislaus Halper von Szigeth                       | April 1887          |
| 12. | Oberst Julian Sloninka von Holódow                        | 20. März 1892       |
| 13. | Oberst Otto Adelbert Edler von Riedlechner                | 1. Mai 1896         |
| 14. | Oberst Viktor Fiebich                                     | 26. Dezember 1901   |
| 15. | Oberst Karl (Freiherr) von Lukas                          | 19. Oktober 1905    |
| 16. | Oberst Adolf Brunswik von Korompa                         | 1. Mai 1910         |
| 17. | Oberst Karl Wilde                                         | 1914                |
| 18. | Oberst Alfred Steinsberg                                  | 27. November 1914   |
| 19. | Oberst Johann Trampus                                     | 1. Februar 1915     |
| 20. | Oberst Oskar Slameczka                                    | 30. Juni 1917       |

## Regimentsinhaber

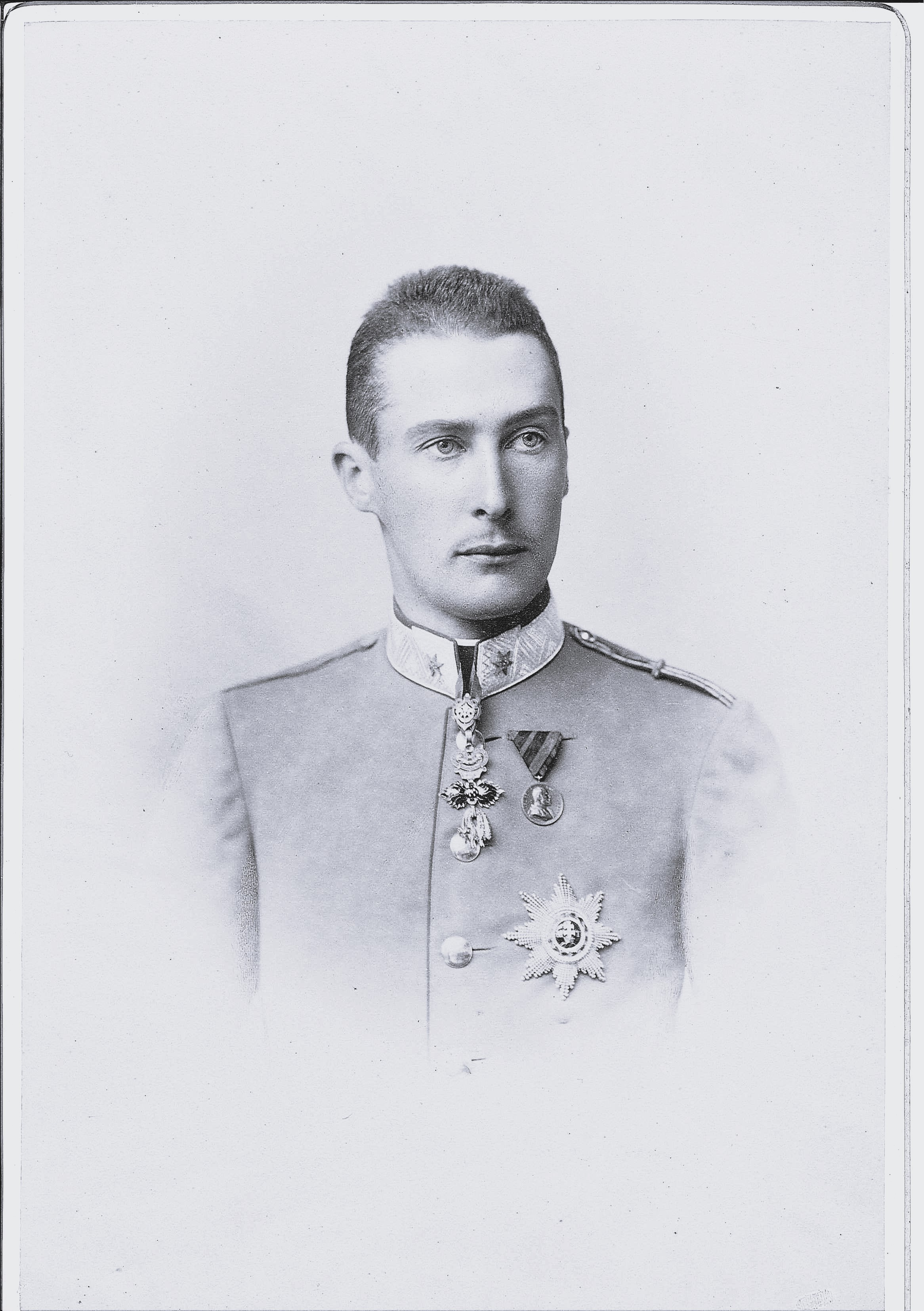
Regimentsinhaber Herzog Albrecht von Württemberg in der Uniform eines k. u. k. Generalmajors

| Nr. | Name                             | Zeitraum                 |
| --- | -------------------------------- | ------------------------ |
| 1.  | Alexander Graf Mensdorff-Pouilly | 20. Januar 1860 bis 1865 |
| 2.  | Herzog Wilhelm von Württemberg   | 16. Mai 1865 bis 1896    |
| 3.  | Herzog Albrecht von Württemberg  | 1898 bis 1918            |

## Bewaffnung und Ausrüstung

### Hauptbewaffnung
Die Hauptbewaffnung bestand in den Anfangsjahren aus einem gezogenen Vorderladergewehr, System Lorenz. Ein geübter Schütze konnte bis drei Schuss in der Minute abgeben. Verbog aber der Soldat im Eifer des Gefechts den Ladestock, so war das Laden so lange unmöglich, bis der Ladestock wieder gerichtet war.
Unmittelbar nach dem Feldzug 1866 wurde auf den einschüssigen Hinterlader mit Klappverschluss nach dem System Wänzl umgerüstet. Diese, zum größten Teil schon stark gebrauchten Gewehre, wurden dann schnellstmöglich durch einen Hinterlader mit Wellenverschluss nach dem System Werndl ersetzt. Als Standardwaffe der österreichischen Infanterie diente dann seit 1895 das Repetiergewehr M.1890 System Mannlicher. Zum Gewehr gehörte das messerförmige Bajonett M.1888.
1907 erhielt das Regiment sechs Maschinengewehre, System Schwarzlose M7/12.

### Uniform
Die Parade- und Ausgangsuniform bestand aus dem Infanterietschako, einem dunkelblauen Waffenrock mit einer Reihe von gelben Knöpfen. Dazu eine Tuchhose von blaugrauer Farbe (tatsächlich waren sie jedoch anthrazitfarben) und schwarzen Schuhen. Die Egalisierung auf dem Stehkragen, den Ärmelaufschlägen und den Hosenpaspeln bei den Offizieren war kirschrot.

### Fahne
Das Regiment führte vom Tage seiner Formierung am 1. Februar 1860 bis zum 18. Mai 1862 die 1813 geweihte Fahne des dritten Bataillons des Infanterie-Regiments Nr. 35, welches zur Aufstellung des Regiments herangezogen worden war.
Am 18. Mai 1862 erhielt es in der damaligen Garnison Krakau eine eigene. bis 1918 genutzte Fahne.

## Sonstiges

### Personen im Regiment

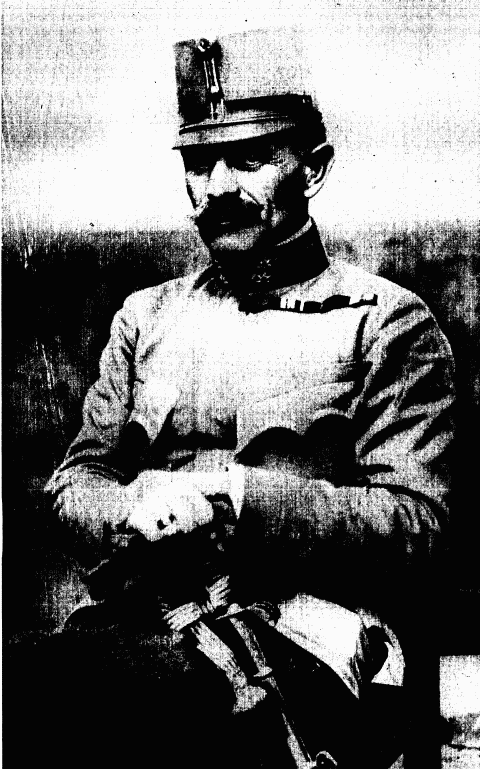
Hermann Kusmanek von Burgneustädten

- Erzherzog Eugen von Österreich-Teschen, (* 21. Mai 1863 in Groß Seelowitz, Mähren; † 30. Dezember 1954 in Meran, Südtirol), 1879 beim Böhmischen Infanterieregiment Albrecht von Württemberg Nr. 73, Feldmarschall, letzter weltlicher Hochmeister des Deutschen Ordens.
- Hermann Kusmanek von Burgneustädten, (* 16. September 1860 in Hermannstadt; † 7. August 1934 in Wien) 1893 bis 1894 Kompaniekommandant beim K. u. k. Infanterie-Regiment Wilhelm von Württemberg Nr. 73, Generaloberst.
- Franz Schmid (* 8. Mai 1841 in Prag; † 12. Juni 1921, in Prag), 1899 bis 1909 Regimentskapellmeister des k.u.k. Infanterie-Regiments Wilhelm von Württemberg Nr. 73, Komponist und Dirigent.

### Regimentsmarsch
1867 beorderte Kaiser Franz Joseph I. die Regimentskapelle der 73er zum Preisspiel der Militärkapellen zur Weltausstellung nach Paris. 1891 komponierte der Regimentskapellmeister Wendelin Kopetzký den 73er Marsch, den berühmten „Egerländer Marsch“. Der Heimatort des heute so beliebten und berühmten Marsches der Sudetendeutschen war demnach Pilsen. Den Text im Egerländer Dialekt dichtete Leutnant Richard Legnam.
Der k.u.k. Militärkapellmeister Wendelin Kopetzky war zunächst beim Feldjägerbataillon Nr. 29 angestellt und wechselte dann zur Kriegsmarine (1869–1871). Die längste Zeit jedoch war er Regimentskapellmeister (1871–1899) beim Infanterieregiment Nr. 73.
1. Wenn einst uns ruft die heilge Pflicht,

Wir tapfern Krieger zagen nicht.

Wir schwören es mit Herz und Hand,

Mein Egerland, mein Vaterland.

Und wenns im Felde blitzt und kracht,

Und uns das Herz im Leibe lacht,

Wir stürmen vor, auf blut'ger Bahn.

Du, Fahne leuchte uns voran.
2. Wenn Tod, Verderben uns umringt,

Kein Leben unsre Brust durchdringt,

Wir dringen vor und weichen nicht,

Wir fallen nach erfüllter Pflicht.

Wenn Lorbeer dann die Fahne ziert,

Dir, Herr, der beste Dank gebührt!

Dich preisen wir und schwör’n aufs neu,

Daß wir dem alten Wahlspruch treu.
Refrain: |: Und wenn die Welt voll Teufel wär, wir folgen Dir zu Ruhm und Ehr'. :|
73er Regimentsmarsch auf YouTube

### Fahnenspruch
„Und wenn die Welt voll Teufel wär’ – Wir folgen Dir zu Ruhm und Ehr!“

## Verweise